# ستيفن ويليمز
ستيفن ويليمز (بالفرنسية: Steeven Willems)‏ هو لاعب كرة قدم فرنسي في مركز قلب الدفاع، ولد في 31 أغسطس 1990 في Seclin ‏ في فرنسا. لعب مع نادي رويال شارلروا.

## وصلات خارجية
- ستيفن ويليمز على موقع قاعدة بيانات كرة القدم.إي يو (الإنجليزية)
- ستيفن ويليمز على موقع Soccerway.com (الإنجليزية)
- ستيفن ويليمز على موقع عالم كرة القدم.نت (الإنجليزية)
- ستيفن ويليمز على موقع AS.com (الإسبانية)